# Сельское поселение Ташелка
Сельское поселение Ташёлка — муниципальное образование в Ставропольском районе Самарской области.
Административный центр — село Ташёлка.

## История
Топоним отмечен на карте Ставропольского уезда уже в 1912 году. 
Статус и границы сельского поселения установлены Законом Самарской области от 28 февраля 2005 года № 67-ГД «Об образовании сельских поселений в пределах муниципального района Ставропольский Самарской области, наделении их соответствующим статусом и установлении их границ».

## Население
| 2010  | 2012  | 2013  | 2014  | 2015  | 2016  | 2017  |
| ----- | ----- | ----- | ----- | ----- | ----- | ----- |
| 2503  | ↗2523 | ↗2621 | ↗2648 | ↗2699 | ↗2707 | ↗2716 |
| 2018  | 2019  | 2020  | 2021  |       |       |       |
| ↘2679 | ↘2660 | ↘2654 | ↘2643 |       |       |       |

## Состав сельского поселения
| № | Населённый пункт | Тип населённого пункта       | Население |
| - | ---------------- | ---------------------------- | --------- |
| 1 | Верхний Сускан   | село                         | ↗543      |
| 2 | Менжинский       | посёлок                      | ↗393      |
| 3 | Сосновка         | село                         | ↗320      |
| 4 | Ташёлка          | село, административный центр | ↗1505     |